# 부명중학교
부명중학교(富明中學校)는 대한민국 경기도 부천시 원미구 중동에 있는 공립 중학교이다.

## 학교 연혁
- 1992년 3월 21일 : 부명중학교 설립인가(12학급)
- 1993년 3월 1일 : 초대 이정호 교장 취임
- 1993년 3월 5일 : 제1회 입학식(426명)
- 1995년 2월 15일 : 제1회 졸업식(94명)
- 1999년 3월 2일 : 특수 1학급 편성 인가(계 42학급)
- 2020년 3월 1일 : 제11대 홍기선 교장 부임
- 2024년 1월 4일 : 제30회 졸업식(184명)
- 2024년 3월 4일 : 제32회 입학식(195명)

## 참고 자료
- 부명중학교 - 한국교육학술정보원 학교알리미